# Liste der Staatsoberhäupter 1849
Übersicht
◄◄ | ◄ | 1845 | 1846 | 1847 | 1848 | Liste der Staatsoberhäupter 1849 | 1850 | 1851 | 1852 | 1853 | ► | ►►

Weitere Ereignisse

## Afrika
- Ägypten
  - Vizekönig: Abbas Hilmi I. (1849–1854)

- Äthiopien
  - Kaiser: Sahle Dengel (1845–1850)

- Buganda
  - König: Suna II. (1836–1856)

- Bunyoro
  - König: Olimi V. (1848–1852)

- Burundi
  - König: Ntare IV. Rugamba (1796–1852)

- Dahomey
  - König: Gézo (1818–1856)

- Liberia
  - Präsident: Joseph Jenkins Roberts (1847–1856)

- Madagaskar
  - Königin: Ranavalona I. (1782–1861)
  - Premierminister: Rainiharo († 1852)

- Marokko
  - Sultan: Mulai Abd ar-Rahman (1822–1859)

- Ruanda
  - König: Mutara II. (1830–1853)

- Kalifat von Sokoto
  - Kalif: Aliyu Babba (1842–1859)

- Zulu
  - König: Mpande ka Senzangakhona (1840–1872)

## Amerika

### Nordamerika
- Mexiko
  - Staats- und Regierungschef: Präsident José Joaquín de Herrera (1848–1851)

- Vereinigte Staaten von Amerika
  - Staats- und Regierungschef:
    - Präsident James K. Polk (1845–4. März 1849)
    - Präsident Zachary Taylor (4. März 1849–1850)

### Mittelamerika
- Costa Rica
  - Staats- und Regierungschef:
    - Präsident José María Castro Madriz (1847–16. November 1849, 1866–1868)
    - (übergangsweise) Miguel Mora Porras (16. November–26. November 1849)
    - Präsident Juan Rafael Mora Porras (26. November 1849–1859)

- Dominikanische Republik
  - Staats- und Regierungschef:
    - Präsident Manuel Jimenez (1848–2. Mai 1849)
    - Präsident Pedro Santana (30. Mai–23. September 1849)
    - Präsident Buenaventura Báez (24. September 1849–1853, 1856–1858, 1868–1873, 1876–1878)

- El Salvador
  - Staats- und Regierungschef: Präsident Doroteo Vasconcelos (1848–1851)

- Guatemala
  - Staats- und Regierungschef: (übergangsweise) Mariano Paredes (1. Januar 1849–1851)

- Haiti
  - Staats- und Regierungschef: Präsident Faustin-Élie Soulouque (1847–1859, ab 26. August als Kaiser Faustin I.)

- Honduras
  - Staats- und Regierungschef: Präsident Juan Nepomucemo Fernández Lindo (1847–1852)

- Nicaragua
  - Staats- und Regierungschef:
    - Oberster Direktor José María Guerrero (1847–1. Januar 1849)
    - Oberster Direktor Toribio Terán (1. Januar–März 1849)
    - Oberster Direktor Benito Rosales (März–1. April 1849)
    - Oberster Direktor Norberto Ramírez (1. April 1849–1851)

### Südamerika
- Bolivien
  - Staats- und Regierungschef: Präsident Manuel Isidoro Belzu (1848–1855)

- Brasilien
  - Herrscher: Kaiser Peter II. (1831–1889)

- Chile
  - Staats- und Regierungschef: Präsident Manuel Bulnes Prieto (1841–1851)

- Ecuador
  - Staats- und Regierungschef:
    - Präsident Vicente Ramón Roca (1845–15. Oktober 1849)
    - (amtierend) Manuel de Ascásubi (15. Oktober 1849–1850)

- Neugranada (heute Kolumbien)
  - Staats- und Regierungschef:
    - Präsident Tomás Cipriano de Mosquera (1845–1. April 1849, 1861–1863, 1866–1867)
    - Präsident José Hilario López (1. April 1849–1853)

- Paraguay
  - Staats- und Regierungschef: Präsident Carlos Antonio López (1841–1844, 1844–1862)

- Peru (umstritten)
  - Staats- und Regierungschef: Präsident Ramón Castilla (1845–1851)

- Río de la Plata (heute Argentinien)
  - Staats- und Regierungschef: (vakant)
  - Gouverneur der Provinz Buenos Aires: General Juan Manuel de Rosas (1835–1852)

- Uruguay
  - Staats- und Regierungschef: Präsident Joaquín Suárez (1843–1852)

- Venezuela
  - Staats- und Regierungschef: Präsident José Tadeo Monagas (1847–1851)

## Asien
- Abu Dhabi
  - Emir: Sa'id (1845–1855)

- Adschman
  - Scheich: Humaid I. (1848–1872)

- Afghanistan
  - Emir: Dost Mohammed Khan (1842–1863)

- Bahrain
  - Emir: Muhammad ibn Khalifah Al Khalifah (1842–1868)

- Brunei
  - Sultan Omar Ali Saifuddin II. († 1852)

- China (Qing-Dynastie)
  - Kaiser: Daoguang (1821–1850)

- Britisch-Indien
  - Generalgouverneur: James Andrew Broun-Ramsay (1848–1856)

- Japan
  - Kaiser: Kōmei (1846–1867)
  - Shōgun: (Tokugawa): Tokugawa Ieyoshi (1837–1853)

- Korea
  - König: Heonjong (1834–1849)
  - König: Cheoljong (1849–1864)

- Kuwait
  - Emir: Djabir I. (1814–1859)

- Oman
  - Sultan: Said ibn Sultan (1804–1856)

- Persien (Kadscharen-Dynastie)
  - Schah: Naser od-Din Schah (1848–1896)

- Thailand
  - König: Rama III., König von Thailand (1824–1851)

## Australien und Ozeanien
- Hawaii
  - König: Kamehameha III. (1825–1854)

## Europa
- Abchasien
  - Prinz: Mikheil Sharvashidze (1822–1864)

- Andorra
  - Co-Fürsten:
    - Präsident von Frankreich: Charles-Louis-Napoléon Bonaparte (1848–1870)
    - Bischof von Urgell: Simó de Guardiola i Hortoneda (1828–1851)

- Belgien
  - Staatsoberhaupt: König Leopold I. (1831–1865)
  - Regierungschef: Ministerpräsident Charles Rogier (1847–1852, 1857–1868)

- Dänemark
  - Staatsoberhaupt: König: Christian VIII. Friedrich VII. (1848–1863)
  - Regierungschef: Ministerpräsident Adam Wilhelm Moltke (1848–1852)

- Deutscher Bund
  - Österreich
    - Kaiser: Franz Joseph I. (1848–1916)
      - Ministerpräsident: Felix Prinz zu Schwarzenberg (21. November 1848–1852)

  - Preußen
    - König: Friedrich Wilhelm IV. (1840–1861)
      - Ministerpräsident: Friedrich Wilhelm von Brandenburg (1848–1850)

  - Fürstentum Anhalt-Bernburg
    - Herzog: Alexander Karl (1834–1863)

  - Fürstentum Anhalt-Dessau
    - Herzog: Leopold IV. (1817–1871)

  - Baden
    - Großherzog: Leopold (1830–1852)

  - Bayern
    - König: Maximilian II. (1848–1864)

  - Braunschweig
    - Herzog: Wilhelm (1831–1884)

  - Bremen
    - Bürgermeister: Johann Smidt (1821–1857)
    - Bürgermeister: Johann Daniel Noltenius (1839–1852)
    - Bürgermeister: Isak Hermann Albrecht Schumacher (1847–1853)

  - Frankfurt
    - Älterer Bürgermeister: Samuel Gottlieb Müller (1849, 1860, 1863)

  - Hamburg
    - Bürgermeister: Johann Heinrich Bartels (1820–1850)
    - Bürgermeister: Christian Daniel Benecke (1835–1851)
    - Bürgermeister: Johann Ludwig Dammert (1843–1855)

  - Hannover
    - König: Ernst August (1837–1851)

  - Hessen-Darmstadt
    - Großherzog: Ludwig III. (1848–1877)
      - Präsident des Gesamt-Ministeriums: Heinrich Karl Jaup (1848–1850)

  - Hessen-Homburg
    - Landgraf: Ferdinand (1848–1966)
      - Dirigierender Geheimer Rat: Christian Bansa (1848–1862)

  - Hessen-Kassel
    - Kurfürst: Friedrich Wilhelm (1847–1866)

  - Hohenzollern-Hechingen (1849 Verzicht, fällt an Preußen)
    - Fürst: Konstantin (1838–1849)

  - Hohenzollern-Sigmaringen (1849 Verzicht, fällt an Preußen)
    - Fürst: Karl Anton (1848–1849)

  - Holstein und Lauenburg (1815–1864 Personalunion mit Dänemark)
    - Herzog: Friedrich II. (1848–1863)

  - Liechtenstein
    - Fürst: Alois II. (1836–1858)

  - Lippe
    - Fürst: Leopold II. (1802–1851)

  - Lübeck
    - Bürgermeister:  Heinrich Brehmer (1849–1850, 1861–1862, 1865–1866)

  - Luxemburg und Limburg (1815–1890 Personalunion mit den Niederlanden)
    - Großherzog: Wilhelm II. (1840–1849)
    - Großherzog: Wilhelm III. (1849–1890)

  - Mecklenburg-Schwerin
    - Großherzog: Friedrich Franz II. (1842–1883)
      - Erster Minister und Präsident des Geheimen Rats: Ludwig von Lützow (1840–1850)

  - Mecklenburg-Strelitz
    - Großherzog: Georg (1816–1860)

  - Nassau
    - Herzog: Adolf (1839–1866) (1890–1905 Großherzog von Luxemburg)
      - Staatsminister: August Hergenhahn (1848–1849)
      - Staatsminister: Friedrich von Wintzingerode (1849–1852)

  - Oldenburg
    - Großherzog: Paul Friedrich August (1829–1853)
      - Staatsminister: Johann Heinrich Jakob Schloifer (1848–13. August 1949)
      - Staatsminister: Dietrich Christian von Buttel (13. August 1849–1851)

  - Reuß ältere Linie
    - Fürst: Heinrich XX. (1836–1859)

  - Reuß jüngere Linie
    - Fürst: Heinrich LXII. (1848–1854)

  - Sachsen
    - König: Friedrich August II. (1836–1854)
      - Vorsitzender des Gesamtministeriums: Alexander Karl Hermann Braun (1848–24. Februar 1849)
      - Vorsitzender des Gesamtministeriums: Gustav Friedrich Held (24. Februar 1849–2. Mai 1849)
      - Vorsitzender des Gesamtministeriums: Ferdinand von Zschinsky (2. Mai 1849–1858)

  - Sachsen-Altenburg
    - Herzog: Georg (1848–1853)

  - Sachsen-Coburg und Gotha
    - Herzog: Ernst II. (1844–1893)
      - Staatsminister: Dietrich von Stein (1840, 1846–1849)
      - Staatsminister: Camillo von Seebach (1849–1888)

  - Sachsen-Meiningen
    - Herzog: Bernhard II. (1803–1866)

  - Sachsen-Weimar-Eisenach
    - Großherzog: Carl Friedrich (1828–1853)

  - Schaumburg-Lippe
    - Fürst: Georg Wilhelm (1787–1860) (bis 1807 Graf)

  - Schwarzburg-Rudolstadt
    - Fürst: Friedrich Günther (1807–1867)

  - Schwarzburg-Sondershausen
    - Fürst: Günther Friedrich Karl II. (1835–1880)

  - Waldeck und Pyrmont
    - Fürst: Georg Viktor (1845–1893) (bis 1852 unter Vormundschaft)
      - Regentin: Emma von Anhalt-Bernburg-Schaumburg-Hoym (1845–1852)
        - Regierungsrat: Wilhelm Gleisner (1948–1849)
        - Staatsrat: Wolrad Schumacher (1849–1851)

  - Württemberg
    - König: Wilhelm I. (1816–1864)
      - Staatsrat: Friedrich von Römer (1848–1849)
      - Staatsminister: Johannes von Schlayer (1849–1850)

- Frankreich
  - Präsident: Louis-Napoléon Bonaparte (1848–1852) (1852–1870 Kaiser)
    - Präsident des Ministerrates: Odilon Barrot (1848–1849)
    - Präsident des Ministerrates: Alphonse Henri d’Hautpoul (1849–1851)

- Griechenland
  - König: Otto I. (1832–1862)

- Italienische Staaten
  - Kirchenstaat
    - Papst: Pius IX. (1846–1870) (1870 Auflösung des Kirchenstaates – Pontifikat endet 1878)

  - Lombardo-Venetien (1815–1859/66 Personalunion mit Österreich)
    - König: Franz Joseph I. (1848–1859/66)

  - Modena und Reggio
    - Herzog: Franz V. (1846–1859)

  - Parma und Piacenza
    - Herzog: Karl II. Ludwig (1847–1849)
    - Herzog: Karl III. (1849–1854)

  - San Marino
    - Capitani Reggenti: Giovanni Benedetto Belluzzi, Pietro Righi (1. Oktober 1848–1. April 1849)
    - Capitani Reggenti: Domenico Maria Belzoppi, Pier Matteo Berti (1. April 1849–1. Oktober 1849)
    - Capitani Reggenti: Giambattista Braschi, Marino Lonfernini (1. Oktober 1849–1. April 1850)

  - Sardinien
    - König: Karl Albert (1831–1849)
    - König: Viktor Emanuel II. (1849–1861)

  - Königreich beider Sizilien
    - König: Ferdinand II. (1830–1859)

  - Toskana
    - Großherzog Leopold II. (1824–1859)

- Monaco
  - Fürst Florestan (1841–1856)

- Montenegro (bis 1878 unter osmanischer Suzeränität)
  - Fürstbischof (Vladika): Petar II. Petrović-Njegoš (1830–1851)

- Neutral-Moresnet
  - Herrscher: Leopold I., König von Belgien (1831–1865)
  - Herrscher: Friedrich Wilhelm IV., König von Preußen (1840–1861)
  - Bürgermeister: Arnold Timothée de Lasaulx (1817–1859)

- Niederlande
  - König: Wilhelm II. (1840–1849)
  - König: Wilhelm III. (1849–1890)

- Norwegen
  - König: Oskar I. (1844–1859) (identisch mit Oskar I. von Schweden; Norwegisch-Schwedische Personalunion)

- Osmanisches Reich
  - Sultan: Abdülmecid I. (1839–1861)

- Portugal (1837–1853 gemeinsame Herrschaft)
  - Königin: Maria II. (1826–1828, 1834–1853)
  - König: Ferdinand II. (1837–1853) (1853–1855 Regent)

- Russland
  - Kaiser: Nikolaus I. (1825–1855)

- Schweden
  - König: Oskar I. (1844–1859) (1844–1859 König von Norwegen)

- Serbien (bis 1878 unter osmanischer Suzeränität)
  - Fürst: Aleksandar Karađorđević (1842–1858)

- Spanien
  - Königin: Isabella II. (1833–1868)

- Ungarn
  - König: Franz Joseph I. (1848–1916) (1848–1916 König von Böhmen, 1848–1916 Kaiser von Österreich)

- Vereinigtes Königreich
  - Staatsoberhaupt: Königin Victoria (1837–1901) (1877–1901 Kaiserin von Indien)
  - Regierungschef: Premierminister John Russell (1846–1852, 1865–1866)

- Walachei (unter osmanischer Oberherrschaft)
  - Fürst: Barbu Dimitrie Știrbei (1849–1853, 1854–1856)